# Thirkleby High and Low with Osgodby
Thirkleby High and Low with Osgodby est une paroisse civile du Yorkshire du Nord, en Angleterre.